# زیپاکون
زیپاکون (انگلیسی: Zipacón) یک منطقه مسکونی در کشور کلمبیا است.